# Cinquante degrés nord
Cinquante degrés nord is een cultureel praatprogramma op de Franstalige Belgische zenders Arte Belgique, de Belgische versie van de cultuurzender ARTE, en de zenders van de RTBF.
Het programma wordt gepresenteerd door Éric Russon, die er gasten ontvangt om te praten over kunst en cultuur op een manier die toegankelijk is voor een breed publiek. Er zijn verschillende terugkerende vaste gasten, zoals Soraya Armani, Augusto Scipioni, Virginie Cordier, Patrick Weber, Bruno Coppens, Sandra Zidani, Jean-Marie Wynants, Dominique Cominotto en Joëlle Scoriels. Het wordt elke weekdag uitgezonden en elke aflevering duur zo'n drie kwartier. Het programma wordt opgenomen in het Flageygebouw.
Het wordt uitgezonden op Arte en daarna herhaald op La Une en La Trois, zenders van de RTBF.
Éric Russon verhuisde in 2006 van Télé Bruxelles naar Arte Belgique om er het programma te maken. Het magazine was de eerste uitzending op de Belgische tak van de zender. Eind 2011 vierde het programma's zijn 1000ste uitzending.